# Filoctetes

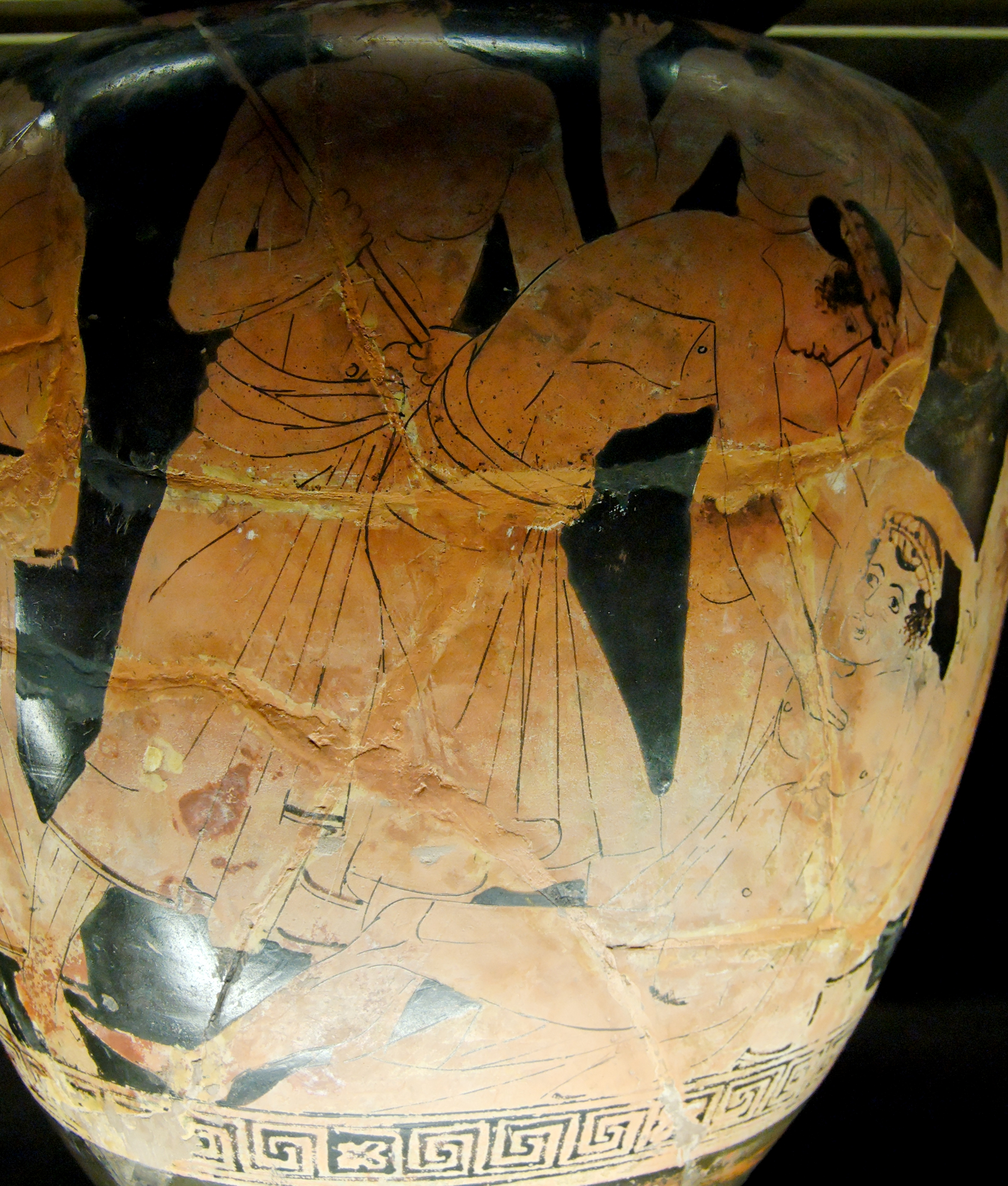
Representació de Filoctetes en un gerro (Museu del Louvre).

Filoctetes (en grec antic Φιλοκτήτης) va ser un heroi grec, fill de Peant i de Demonassa (o de Metone).
Company d'Hèracles, aquest li confià l'arc i les sagetes abans de morir i li feu jurar que no revelaria a ningú el lloc on descansarien les seues cendres. Tot seguit, Filoctetes encengué la pira de l'heroi. Tanmateix, davant la insistència amb què li ho pregaren, al final s'encaminà al cim de l'Eta i amb un senyal deixà entendre que allà hi havia la tomba i les armes d'Hèracles. Més endavant s'embarcà al front de set naus, segons el catàleg de les naus, com a antic pretendent d'Hèlena, i va prendre aquestes armes per anar a la guerra de Troia, però a Tènedos es clavà al peu una de les sagetes enverinades, o també s'explica que li picà una serp verinosa, (diuen que com a càstig per haver faltat a la paraula donada) i els companys el van abandonar a l'illa de Lemnos mentre es curava. Hi ha diverses versions sobre el fet que abandonessin Filoctetes a l'illa de Lemnos. Una diu que la ferida li feia tanta pudor que era insuportable. O bé que els crits que donava l'heroi i que no podia reprimir, torbaven el silenci necessari per oferir els sacrificis, i per això el van deixar sol. L'instigador de l'abandó acostuma a ser Odisseu. Una altra tradició deia que els grecs havien deixat Filoctetes a l'illa perquè pogués curar-se la ferida, ja que a Lemnos hi havia un culte a Hefest, els sacerdots del qual podien guarir les picades de serp. Aquesta versió diu que Filoctetes s'hauria curat i així s'hauria incorporat als exèrcits grecs contra Troia.
Al cap de deu anys, com que l'endeví Helen, fill de Príam, que havia marxat de Troia i havia estat fet presoner dels grecs, havia dit que Troia no podia ser presa sense les sagetes d'Hèracles, varen anar Odisseu amb Diomedes, segons Eurípides, o amb Neoptòlem, segons Sòfocles, a cercar-lo i el portaren a la Tròada, on fou guarit per Macàon (o pel seu germà Podaliri) i pogué participar en els combats. La més destacada de les seues víctimes fou Paris.
Una vegada caiguda Troia, Filoctetes va tornar a la seva terra. A l'Odissea es troba a la llista d'herois privilegiats que havien tornat fàcilment a la seva pàtria. però hi ha llegendes posteriors que expliquen altres aventures de Filoctetes, en les quals hauria anat a parar al sud d'Itàlia, a la regió de Crotona, on hauria fundat nombroses ciutats, com ara Petèlia o Macal·la, on va consagrar a Apol·lo les sagetes d'Hèracles. Va morir lluitant a favor dels rodis que havien vingut guiats per Tlepòlem i eren atacats pels habitants del lloc. La seva tomba s'ensenyava en molts llocs, i també a Macal·la.

## Música
El compositor alemany Hugo Ruter (1859-1949) posa música d'escena a aquesta obra de Sòfocles.